# أسرع من الصوت

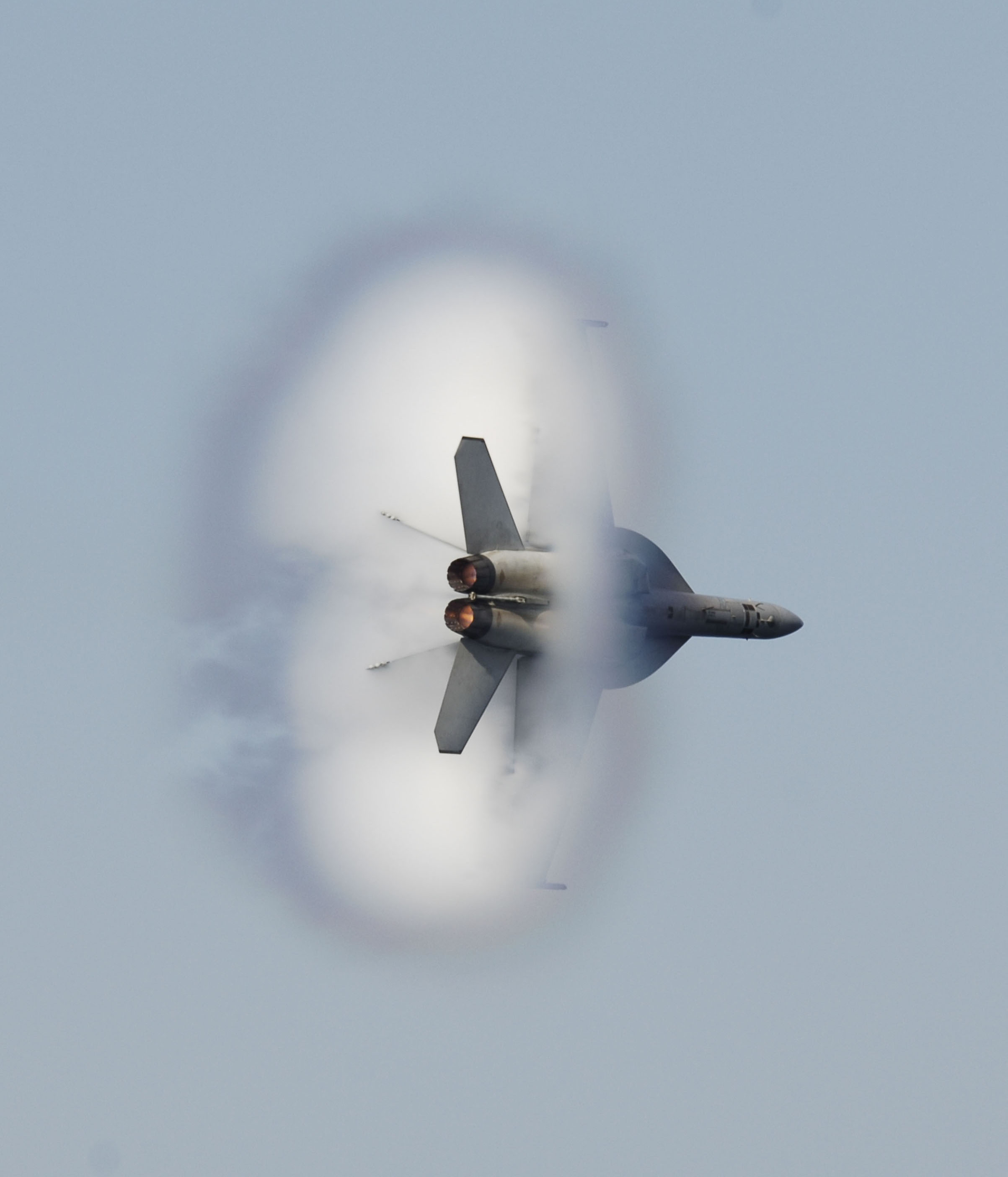
إف/إيه-18 هورنيت أثناء اختراقها لجدار الصوت.

يستخدم مصطلح «خرق الصوت» للدلالة على السرعة التي تزيد عن سرعة الصوت (1 ماخ) . في درجة حرارة 21 مئوية (70 فهرنهايت) تعد القيمة المطلوبة بداية لأي جسم ليتحرك بسرعة خارقة صوت هي تقريبا 344 متر في الثانية (1,129 قدم/ثانية أو 761 ميل في الساعة أو 1,238 كيلومتر في الساعة).
يطلق أحيانا مصطلح هايبر سونيك على السرعات التي تزيد 5 مرات عن سرعة الصوت.
تسمى السرعات التي يكون بعض أجزاء الهواء حول الجسم فيها (مثل نهاية شفرات المحرك الدوار) تصل لسرعة خارقة الصوت  ترانس سونيك (تقريبا ما بين 0.8 غلى 1.2 ماخ).
الصوت هو عبارة عن ذبذبات متحركة (موجات ضغط) تتحرك في وسيط مرن. في الغازات، يتحرك الصوت في موجات طولية بسرعات مختلفة، تعتمد السرعة بشكل أساسي على الكتلة الجزيئية وحرارة الغاز (للضغط أهمية ثانوية). بما أن تركيب وحرارة الهواء يختلفان بشكل كبير مع الارتفاع فوق منسوب سطح البحر، من الممكن أن تتغير قيم الماخ للطائرة مع ثبات السرعة الجوية وعدم تغيرها. في الماء في درجة حرارة الغرفة، من الممكن اعتبار خارقة صوتية هي أي سرعة فوق 1,440 متر في الثانية (4,724 قدم في الثانية). في الأجسام الصلبة، من الممكن أن تكون موجات الصوت طولية أو عرضية وتصل أحيانا لسعرات أعلى.  كسر خارق الصوت  هو شرخ يحدث نتيجة الحركة أسرع من الصوت في مادة  قصفة .